# Бакгейвен
Бакге́йвен (англ. Buckhaven, шотл. Buckhind) — місто на сході Шотландії, в області Файф.
Населення міста становить 16 240 осіб (2006).